# Australian Film Institute
Pour les articles homonymes, voir AFI.
L’Australian Film Institute (AFI) est une organisation à but non lucratif fondée en 1958 pour promouvoir le cinéma australien. Elle a remis chaque année jusqu'en 2010 les Australian Film Institute Awards.
En août 2011, l'AFI a formé une organisation professionnelle subsidiaire, l'Australian Academy of Cinema and Television Arts, qui organise maintenant les AACTA Awards.